# Onthophagus tenax
Onthophagus tenax är en skalbaggsart som beskrevs av Vladimir Balthasar 1964. Onthophagus tenax ingår i släktet Onthophagus och familjen bladhorningar. Inga underarter finns listade i Catalogue of Life.